# Yvoire
Pour les articles ayant des titres homophones, voir Ivoire et Yvoir.
Yvoire (Ivouère en arpitan) est une commune française située dans le département de la Haute-Savoie, dans le canton de Sciez en région Auvergne-Rhône-Alpes.
La commune appartient à la communauté d'agglomération de Thonon-les-Bains. Elle a obtenu plusieurs distinctions : plus beaux villages de France, label « ville fleurie » avec « 4 fleurs » dans le cadre du concours des villes et villages fleuris, « Grand prix national du fleurissement » et médaille d'argent du concours européen du fleurissement.

## Géographie

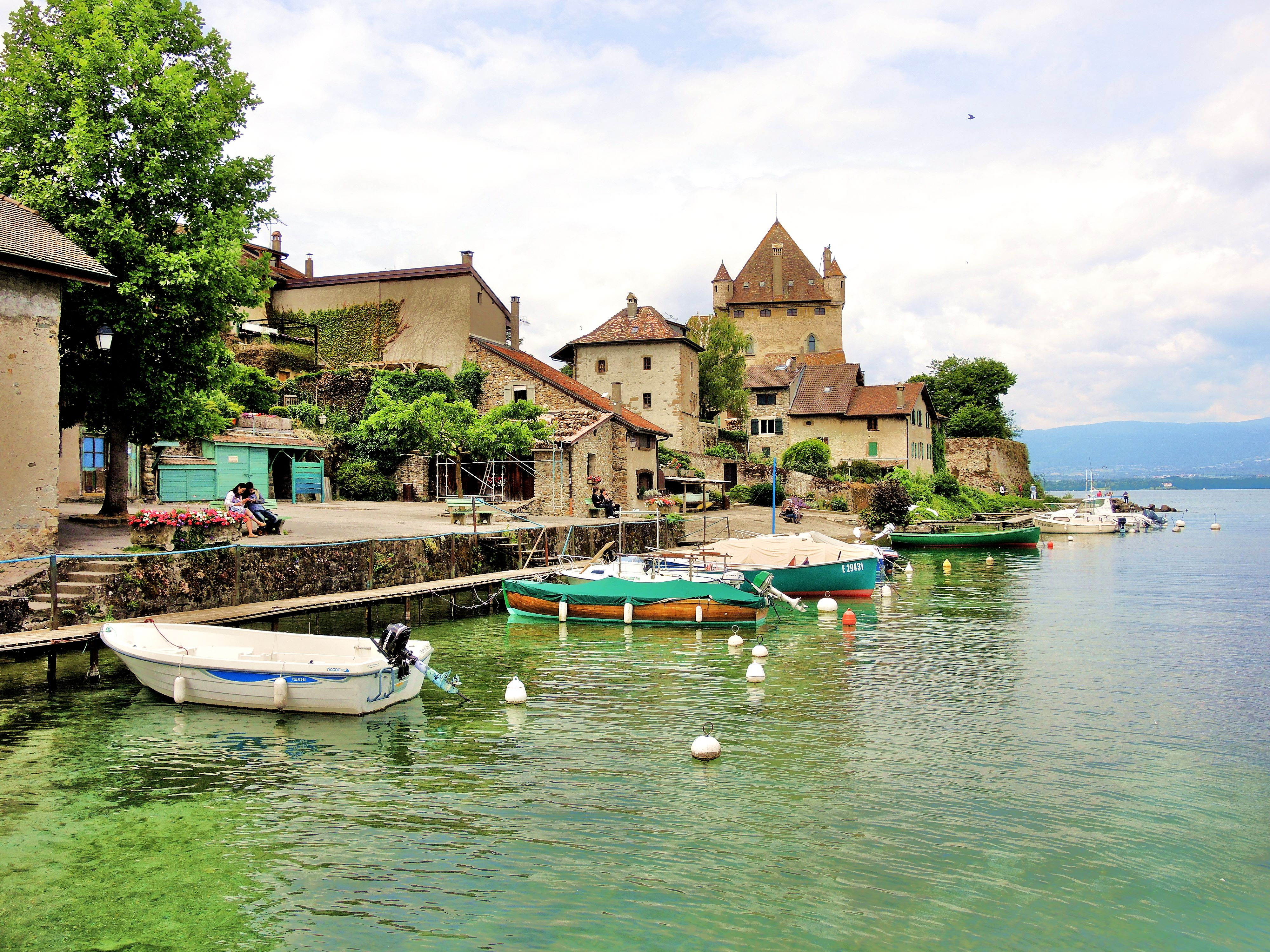
Panorama depuis le port.

### Localisation
Yvoire se trouve en Haute-Savoie dans l'arrondissement de Thonon-les-Bains, sur les rives du Léman, à 30 minutes d'Annemasse et de la sortie de l'autoroute.
Yvoire est limitrophe d'Excenevex (à l'est) et de Nernier et Messery à l'ouest.

### Climat
La station Météo France la plus proche et représentative d'Yvoire est celle d'Evian-les-bains.
| Mois                                             | jan.       | fév.          | mars         | avril        | mai          | juin         | jui.        | août         | sep.         | oct.         | nov.         | déc.         | année      |
| ------------------------------------------------ | ---------- | ------------- | ------------ | ------------ | ------------ | ------------ | ----------- | ------------ | ------------ | ------------ | ------------ | ------------ | ---------- |
| Température minimale moyenne (°C)                | 0,6        | 0,9           | 3,5          | 6,1          | 10,8         | 14,1         | 16,3        | 16,1         | 12,4         | 9            | 4,3          | 1,3          | 8          |
| Température moyenne (°C)                         | 2,7        | 3,8           | 7,1          | 10,2         | 15,1         | 18,6         | 20,9        | 20,4         | 16           | 11,8         | 6,5          | 3,3          | 11,4       |
| Température maximale moyenne (°C)                | 4,8        | 6,6           | 10,8         | 14,3         | 19,4         | 23,1         | 25,5        | 24,7         | 19,7         | 14,6         | 8,8          | 5,3          | 14,8       |
| Record de froid (°C) date du record              | −8 06.1995 | −10,9 05.2012 | −9,5 01.2005 | −3,5 08.2003 | 1 05.1991    | 6,1 01.2006  | 9,4 07.1990 | 9 29.1998    | 5 26.2002    | −0,5 26.2003 | −4,5 22.1998 | −9,7 20.2009 | −10,9 2012 |
| Record de chaleur (°C) date du record            | 18 12.1993 | 20,8 23.2017  | 22 23.2001   | 25,5 25.2018 | 31,1 13.2015 | 34,5 23.2003 | 36 05.2015  | 36,5 12.2003 | 29,7 23.2018 | 24,6 07.2009 | 19,5 02.2020 | 17,5 20.1993 | 36,5 2003  |
| Précipitations (mm)                              | 67,7       | 61,6          | 70,4         | 89,8         | 107,8        | 111,8        | 112,8       | 110,3        | 104,7        | 109,6        | 96,6         | 85,2         | 1 128,3    |
| dont nombre de jours avec précipitations ≥ 1 mm  | 9,3        | 8,8           | 9,5          | 9,8          | 11,7         | 10,5         | 9,4         | 9,9          | 9,1          | 11,2         | 11,4         | 10,8         | 121,3      |
| dont nombre de jours avec précipitations ≥ 5 mm  | 4,4        | 4,2           | 4,7          | 5,7          | 6,3          | 6,1          | 5,9         | 6,4          | 5,7          | 7            | 5,9          | 5,4          | 67,7       |
| dont nombre de jours avec précipitations ≥ 10 mm | 2,1        | 2,1           | 1,8          | 3,2          | 3,9          | 4,1          | 3,6         | 3,6          | 3,6          | 4,2          | 3,3          | 3,2          | 38,6       |

### Voies de communication et transports
- La route départementale 25 reliant Hermance à Sciez.
- L'autoroute A40, sortie n°14 à Annemasse ou sortie n°15 à Nangy.
- Gare SNCF de Perrignier à 13 km.
- Aéroport international de Genève à 32 km.
- La ligne d'autocar transfrontalière 271 de Thonon Agglomération.
- La CGN à l'embarcadère d'Yvoire

## Urbanisme

### Typologie
Au 1er janvier 2024, Yvoire est catégorisée bourg rural, selon la nouvelle grille communale de densité à sept niveaux définie par l'Insee en 2022.
Elle appartient à l'unité urbaine de Messery, une agglomération intra-départementale regroupant quatre  communes, dont elle est une commune de la banlieue,,. Par ailleurs la commune fait partie de l'aire d'attraction de Genève - Annemasse (partie française), dont elle est une commune de la couronne,. Cette aire, qui regroupe 158 communes, est catégorisée dans les aires de 700 000 habitants ou plus (hors Paris),.
La commune, bordée par un plan d’eau intérieur d’une superficie supérieure à 1 000 hectares, le Léman, est également une commune littorale au sens de la loi du 3 janvier 1986, dite loi littoral. Des dispositions spécifiques d’urbanisme s’y appliquent dès lors afin de préserver les espaces naturels, les sites, les paysages et l’équilibre écologique du littoral, tel le principe d'inconstructibilité, en dehors des espaces urbanisés, sur la bande littorale des 100 mètres, ou plus si le plan local d’urbanisme le prévoit.

### Occupation des sols
L'occupation des sols de la commune, telle qu'elle ressort de la base de données européenne d’occupation biophysique des sols Corine Land Cover (CLC), est marquée par l'importance des territoires agricoles (35,3 % en 2018), en diminution par rapport à 1990 (47,1 %). La répartition détaillée en 2018 est la suivante : 
forêts (34,3 %), zones urbanisées (30,1 %), terres arables (19,9 %), zones agricoles hétérogènes (15,4 %), eaux continentales (0,3 %).
L'IGN met par ailleurs à disposition un outil en ligne permettant de comparer l’évolution dans le temps de l’occupation des sols de la commune (ou de territoires à des échelles différentes). Plusieurs époques sont accessibles sous forme de cartes ou photos aériennes : la carte de Cassini (XVIIIe siècle), la carte d'état-major (1820-1866) et la période actuelle (1950 à aujourd'hui).

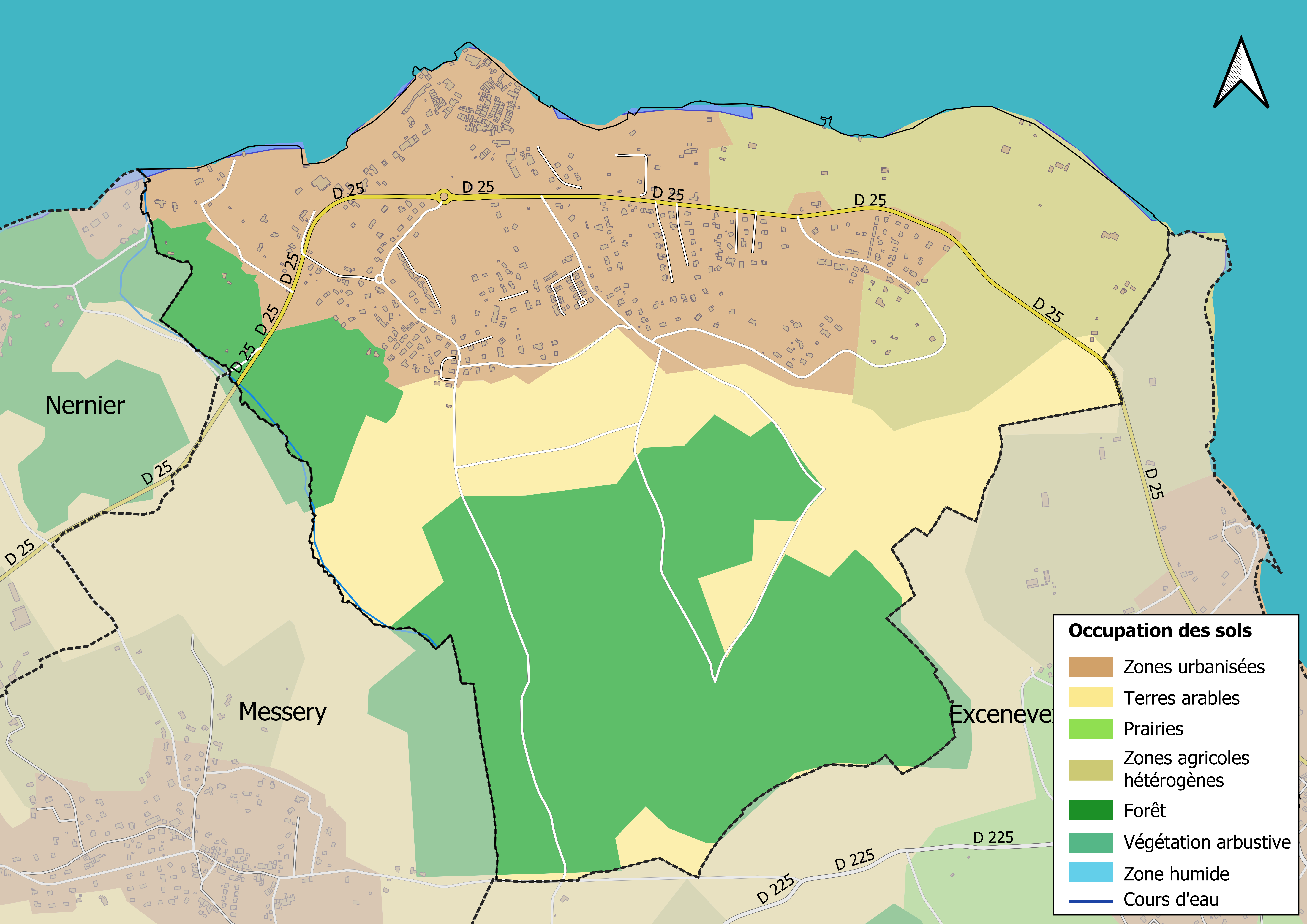
Carte des infrastructures et de l'occupation des sols en 2018 (CLC) de la commune.
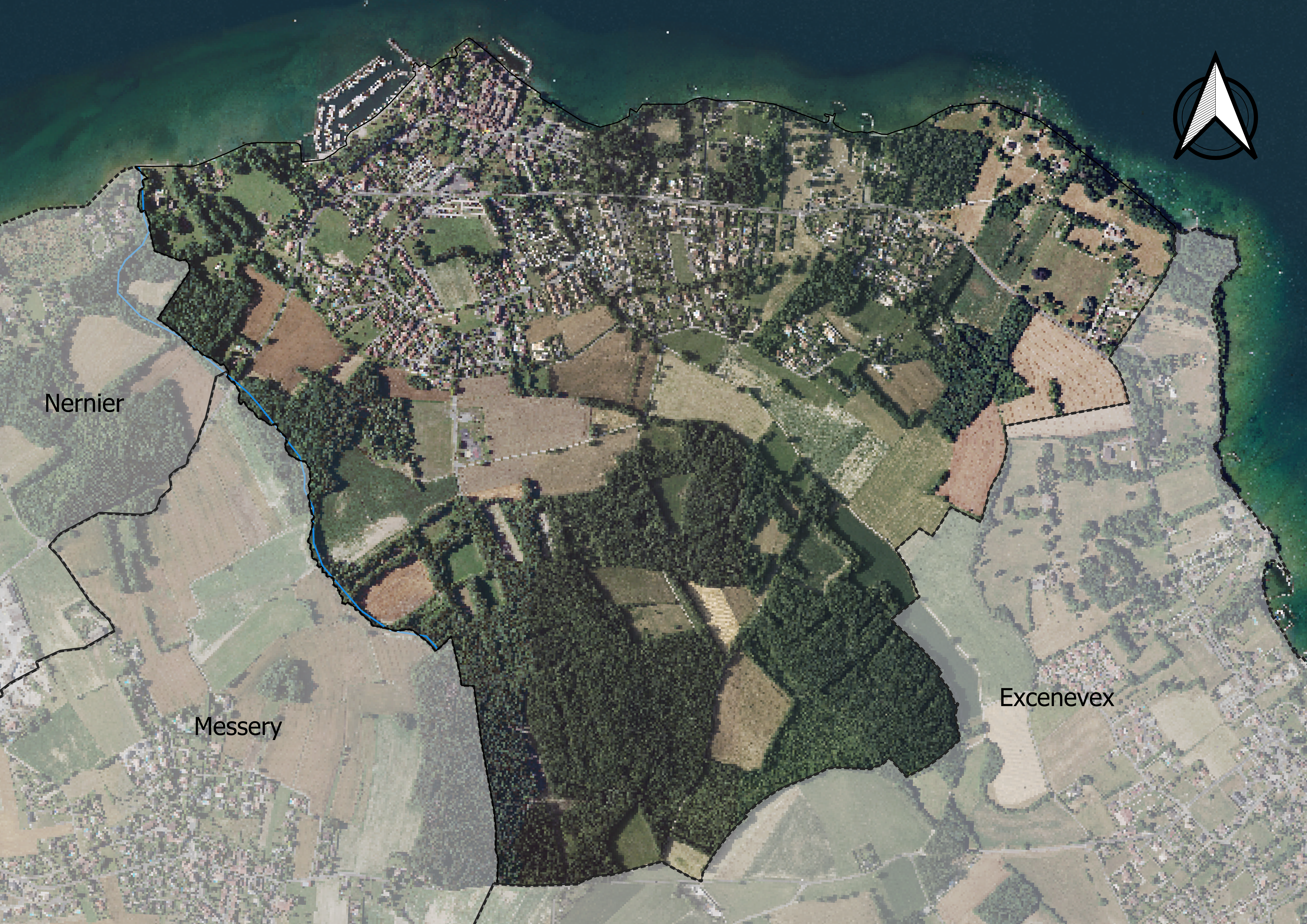
Carte orthophotogrammétrique de la commune.

## Toponymie
La première mention de la paroisse apparaît sous la forme Evyre (Ecclesia de Evyre), dans une bulle papale d'Innocent IV, du 9 septembre 1250, attachant l'église à l'abbaye de Filly,. Certains auteurs ont toutefois voulu faire le lien avec le port militaire Ebrudunum Sapaudiæ, mentionné dans un texte romain de la fin de l'Empire, sans toutefois avoir de preuve à ce jour. Le compte du bailli de Chablais, châtelain d'Evian, de 1291-1292 donne la graphie Yvery. À partir de 1303, on la retrouve mentionnée sous les graphies médiévales Aquaria et Akwaria, que l'on peut traduire par « lieu où il y a de l'eau ». On trouve finalement durant le Moyen Âge, la forme « becca d'Evère » en référence à l'édification du village sur un promontoire.
Selon le site d'Henry Suter, cette forme ancienne d'Yvoire serait à rapprocher d'Evaire, qui désigne « Terrain humide, ou présence de sources », dérivant de l'ancien français éveux, « humide ».
En francoprovençal ou arpitan savoyard, le nom de la commune s'écrit Évêre et se prononce « Évère » (retranscrit selon la graphie semi-phonétique de Conflans).

## Histoire

### Antiquité

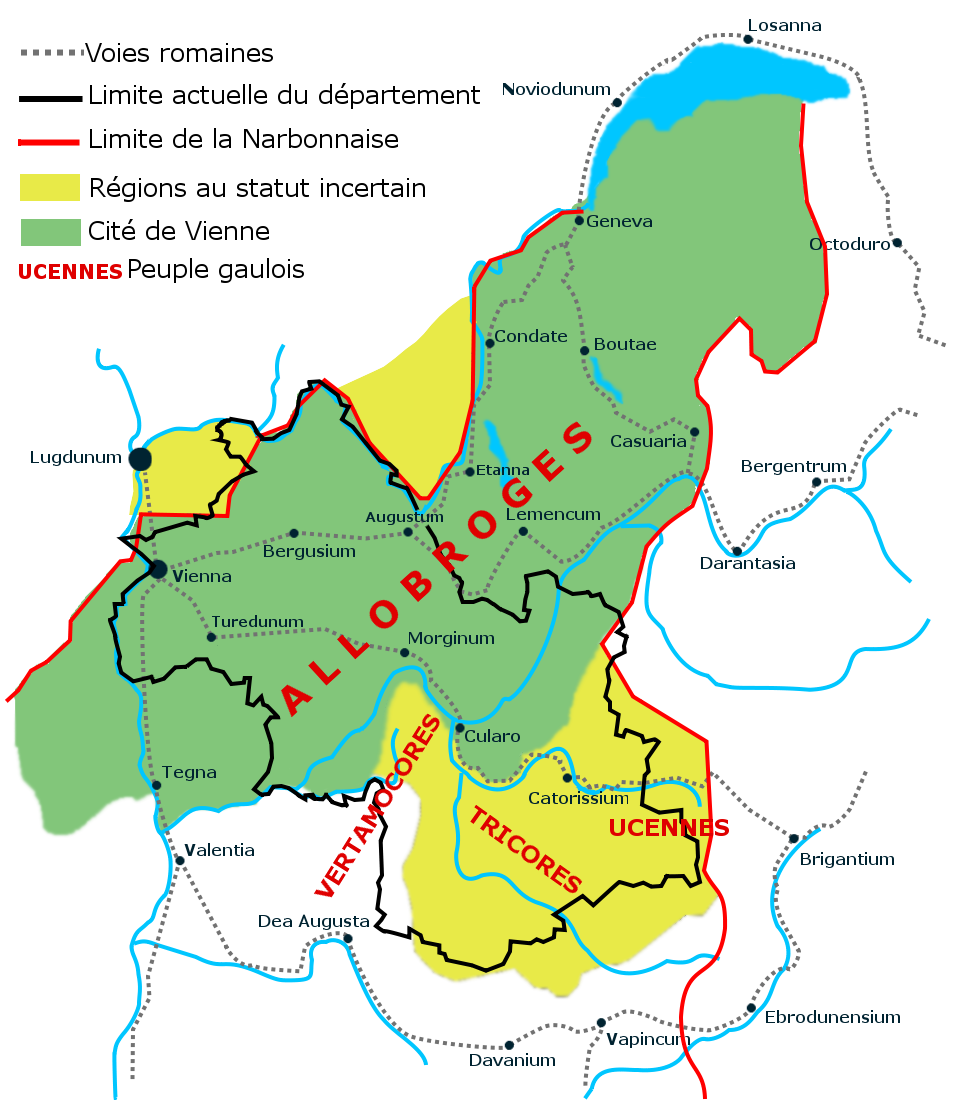
Territoire des Allobroges, avec mention de Casuaria.

La rive gauche du Léman se trouve en territoire allobroge. Ceux-ci contrôlent l'avant-pays plat, entre le Rhône et les Alpes.
Les Romains interviennent dans la région à partir du IIe siècle av. J.-C. Des traces — tegulæ — d'une présence romaine ont été trouvées à Yvoire et ses alentours sans toutefois indiquer une implantation importante contrairement à d'anciens sites voisins (Nernier ou Messery). Des auteurs ont tenté de voir dans la mention du port militaire Ebrudunum Sapaudiæ dans un texte romain de la fin de l'Empire le site d'Yvoire. Les différentes recherches tendent de lui préférer la ville suisse d'Yverdon.
À 60 m du château, présence de la « Pierre de l'Equarroz » (de 1,1 m de haut et de 2,5 × 2,5 m), « située sur le promontoire dominant le confluent du Foron et du ruisseau de Chavannex ». Il s'agit du versant est du Mont de Boisy, proche du hameau de Chavannex. Selon la tradition, le lieu attirait les riverains pour y faire des sacrifices à Neptune, Neith ou Niton (voir également Pierres du Niton).
La Chronica Gallica (452) décrit l'installation des Burgondes dans la province de Sapaudia. La présence burgonde est avérée sur le territoire de la commune par la découverte de tombes, sur le site nommé la nécropole des Combes

### Période médiévale
L'emplacement stratégique du promontoire avancé dans les eaux, entre le petit et le grand lac, favorise l'édification d'un château dès le XIIe siècle, centre d'une seigneurie. Aux nobles d'Yvoire, succède la grande famille seigneuriale de Compey,, vassale des comtes de Genève. En 1289, un Anthelme de Compey, présent au traité de Sciez, est seigneur d'Yvoire et se déclare vassal de la baronne Béatrice de Faucigny.
L'Ecclesia de Evyre dépend de l'abbaye de Filly, comme l'indique une bulle papale d'Innocent IV, du 9 septembre 1250,.
En 1306, le comte Amédée V de Savoie acquiert auprès des héritiers d'Anthelme de Compey le château et le fait « réaménager, reconstruire et fortifier »,,. L'édifice devient une véritable forteresse à la suite des remaniements de 1307-1308, puis de 1325-1326. Les fortifications de la ville, débutées peu auparavant, se poursuivent,. La place devient un point stratégique pour le comte contre ses voisins le comte de Genève et son allié le baron du Faucigny. L'année suivante il prend d'ailleurs le château voisin de Rovorée et le fait raser.
Le bourg fortifié est accessible par deux portes créées en 1318. Il s'agit de « tours quadrangulaires de 5 m sur 6 », appelées « tour de Nernier » orientée vers l'ouest et « tour de Rovorée », à l'est. Le port de la ville est également défendu par des aménagements.
Le comte Édouard de Savoie octroie une charte de franchises à la ville en 1324, reprenant le contenu de la charte de la ville d'Aigle, dans le canton de Vaud,. En 1339, la seigneurie est rattachée au bailliage de Chablais et Genevois. La seigneurie est inféodée dans la seconde moitié du XIVe siècle à Antoine de Miolans d'Urtières. Suivront une dizaine d'autres familles à la tête de la seigneurie au cours des trois siècles suivants.
Malgré l'annexion du Faucigny par la maison de Savoie, le château et le bourg fortifié gardent une importance stratégique dans le conflit qui continue d'opposer les Savoie aux Genève.
En 1536, la partie nord du duché de Savoie est annexée par les troupes bernoises protestantes. Yvoire est intégré au nouveau bailliage de Thonon. Le culte protestant se développe dans le bourg en raison de la conversion du seigneur, François de Saint-Jeoire-d'Antioche. Le vieux château est brûlé.

### Période moderne
En 1615, la seigneurie passe à la famille Bouvier, originaire du Bugey, toujours propriétaire du château de nos jours. En 1772, la seigneurie est érigée en baronnie.

### Période contemporaine
Dès la fin de la Seconde Guerre mondiale, l'agriculture et la pêche laissent place progressivement au tourisme.
Le village d'Yvoire a fêté ses 700 ans en 2006.

## Politique et administration

### Divisions administratives et électorales

#### Situation administrative
La commune d'Yvoire, au lendemain de l'annexion de la Savoie à la France de 1860, intègre le canton de Douvaine et l'arrondissement de Thonon-les-Bains.
La commune est membre, avec vingt-quatre autres, de la communauté d'agglomération de Thonon les Bains.

#### Circonscriptions électorales
Depuis la réforme territoriale de 2014, la commune appartient au canton de Sciez qui regroupe 25 communes.
Yvoire relève de l'arrondissement de Thonon-les-Bains et de la cinquième circonscription de la Haute-Savoie, dont la députée est Anne-Cécile Violland (Horizons).

### Administration municipale
Le nombre d'habitants au dernier recensement étant compris entre 500 et 1 499, le nombre de membres du conseil municipal est de 15.

### Liste des maires

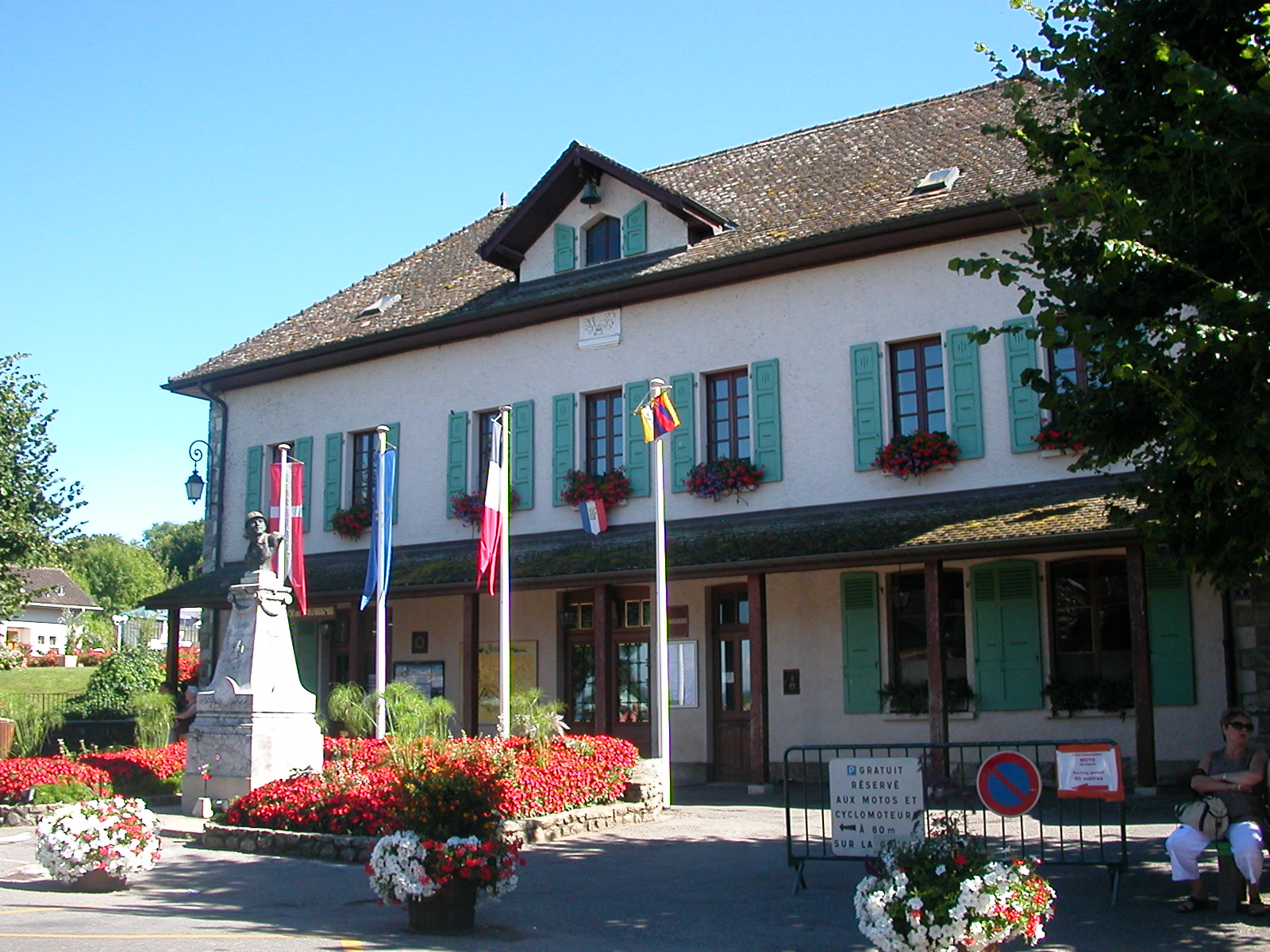
La mairie.

| Période                                  | Période                    | Identité           | Étiquette | Qualité      |
| ---------------------------------------- | -------------------------- | ------------------ | --------- | ------------ |
| Les données manquantes sont à compléter. |                            |                    |           |              |
| 1945                                     | 1995                       | Paul Jacquier      |           | Pêcheur      |
| 1995                                     | 2001                       | Georges Béchet     |           | Pêcheur      |
| mars 2001                                | mars 2014                  | Jean-Claude Fert   |           | Restaurateur |
| mars 2014                                | En cours (au 28 mars 2022) | Jean-François Kung |           | Restaurateur |

## Population et société

### Démographie
Ses habitants sont appelés les Yvoiriens.
L'évolution du nombre d'habitants est connue à travers les recensements de la population effectués dans la commune depuis 1793. Pour les communes de moins de 10 000 habitants, une enquête de recensement portant sur toute la population est réalisée tous les cinq ans, les populations de référence des années intermédiaires étant quant à elles estimées par interpolation ou extrapolation. Pour la commune, le premier recensement exhaustif entrant dans le cadre du nouveau dispositif a été réalisé en 2006.

En 2022, la commune comptait 1 052 habitants, en évolution de +7,24 % par rapport à 2016 (Haute-Savoie : +6,01 %, France hors Mayotte : +2,11 %).
| 1793 | 1800 | 1806 | 1822 | 1838 | 1848 | 1858 | 1861 | 1866 |
| ---- | ---- | ---- | ---- | ---- | ---- | ---- | ---- | ---- |
| 267  | 243  | 247  | 362  | 392  | 440  | 387  | 391  | 430  |

| 1872 | 1876 | 1881 | 1886 | 1891 | 1896 | 1901 | 1906 | 1911 |
| ---- | ---- | ---- | ---- | ---- | ---- | ---- | ---- | ---- |
| 440  | 435  | 458  | 452  | 510  | 483  | 432  | 401  | 420  |

| 1921 | 1926 | 1931 | 1936 | 1946 | 1954 | 1962 | 1968 | 1975 |
| ---- | ---- | ---- | ---- | ---- | ---- | ---- | ---- | ---- |
| 345  | 390  | 389  | 347  | 320  | 303  | 271  | 305  | 335  |

| 1982 | 1990 | 1999 | 2006 | 2011 | 2016 | 2021  | 2022  | - |
| ---- | ---- | ---- | ---- | ---- | ---- | ----- | ----- | - |
| 357  | 432  | 639  | 810  | 879  | 981  | 1 068 | 1 052 | - |

### Manifestations culturelles et festivités
Plusieurs animations ponctuelles ainsi que des artistes de rue s'installent dans le village pour la période estivale :
- mai : parade vénitienne (l'association Rêveries Vénitiennes offre un spectacle d'élégance et de magie au sein du bourg médiéval durant tout un weekend) ;
- juin : fête de la Musique ;
- juillet : Yvoire Jazz Festival; Harley Days;
- 14 juillet : fête du sauvetage ;
- octobre : fête de l'âne et marché bio (pour terminer la saison, l'office de tourisme en collaboration avec les associations locales, organise la fête des Ânes.

### Médias

#### Radios et télévisions
La commune est couverte par des antennes locales de radios dont France Bleu Pays de Savoie, ODS Radio, Radio Chablais… Enfin, la chaîne de télévision locale TV8 Mont-Blanc diffuse des émissions sur les pays de Savoie. Régulièrement l'émission La Place du village expose la vie locale. France 3 et sa station régionale France 3 Alpes, peuvent parfois relater les faits de vie de la commune.

#### Presse et magazines
La presse écrite locale est représentée par des titres comme Le Dauphiné libéré, L'Essor savoyard, Le Messager - édition Chablais, le Courrier savoyard.

## Économie
La principale activité économique de la commune est liée à l'artisanat local et aux activités touristiques : croisière à bord de la navette solaire, traversées et croisières avec la CGN (ligne entre Nyon et Yvoire), chemin des Vaudois (à la découverte de Nernier, petit village de pêcheurs).

### Tourisme
Yvoire est l'une des 48 communes classées « commune touristique » du département. Elle est adhérente de l’association « Les Plus Beaux Villages de France », depuis 1982.
En 2014, la capacité d'accueil de la commune, estimée par l'organisme Savoie Mont Blanc, est de 990 lits touristiques répartis dans 92 établissements. Les hébergements se répartissent comme suit : 3 meublés ; 5 hôtels et deux établissements d'hôtellerie de plein air.

## Culture locale et patrimoine

### Lieux et monuments
La commune compte deux monuments répertoriés à l'inventaire des monuments historiques et un lieu répertorié à l'inventaire général du patrimoine culturel. Par ailleurs, elle ne compte aucun objet répertorié à l'inventaire des monuments historiques ni à l'inventaire général du patrimoine culturel.

#### Lieux et monuments remarquables

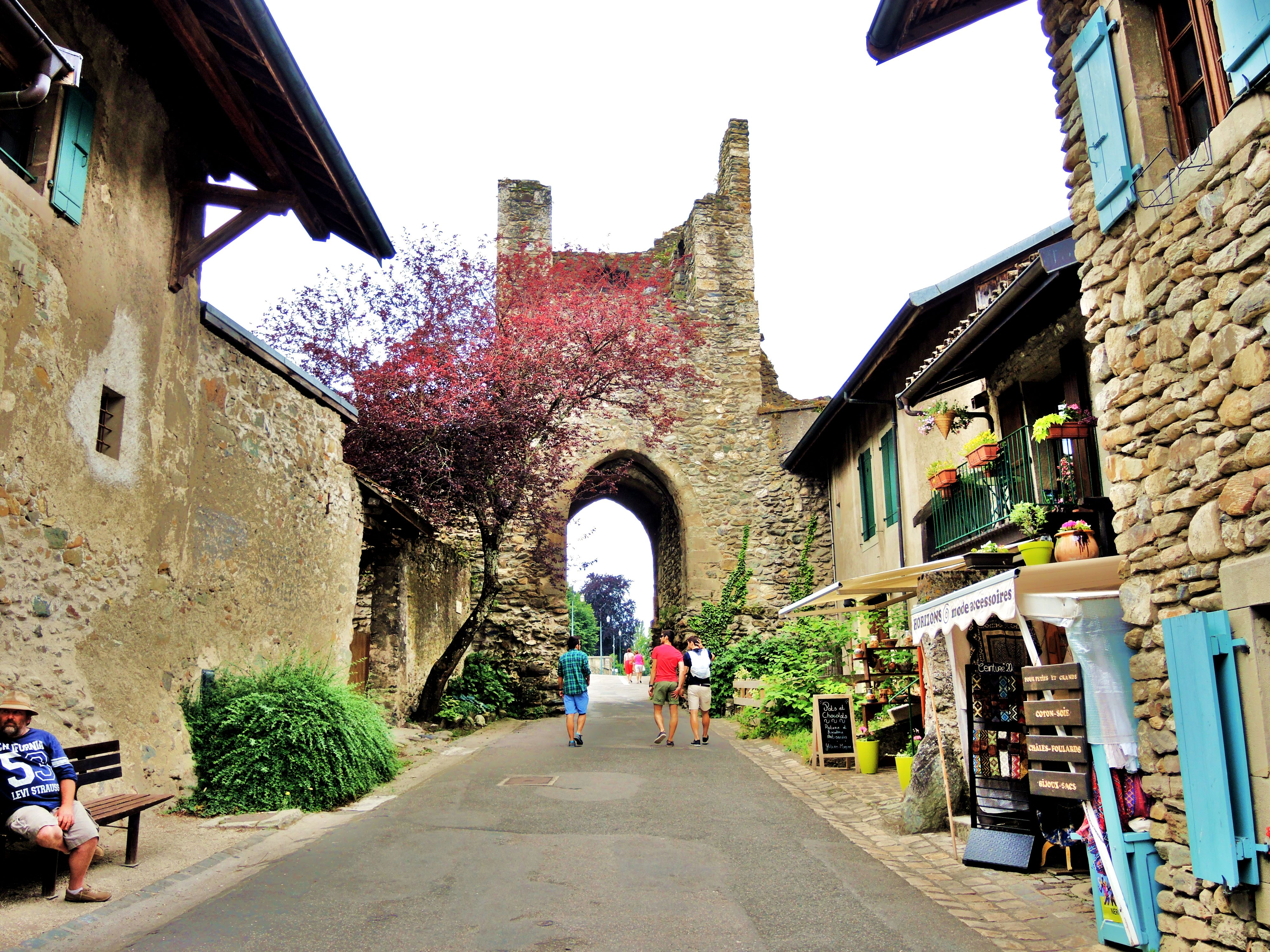
Porte de Nernier, vue de l'intérieur du bourg ancien.

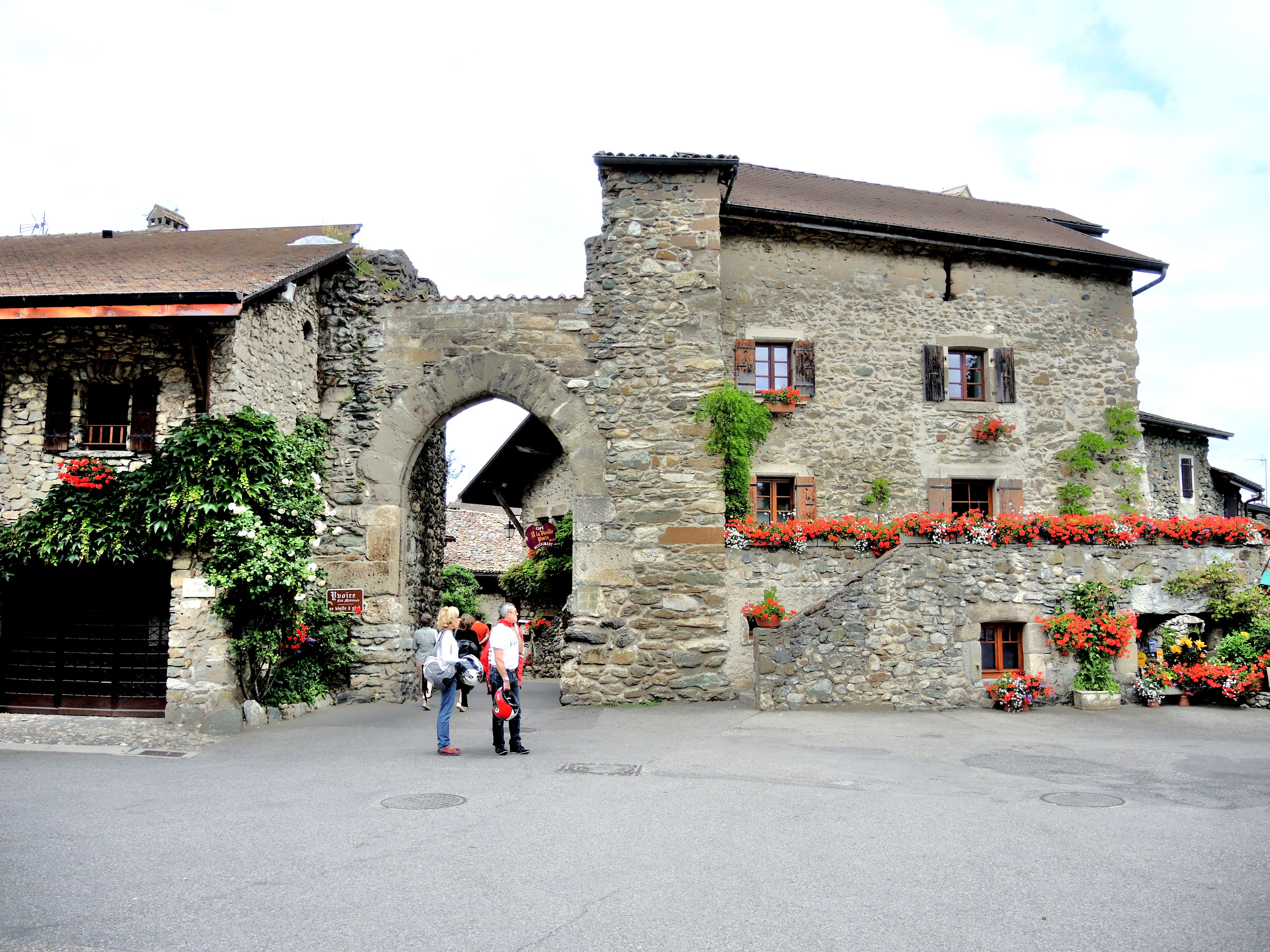
Porte de Rovorée, vue de l'extérieur du bourg ancien.

La porte de Genève également nommée « porte de Nernier », est datée XIVe et XVIe siècles. Elle est « classée » depuis le 24 août 1943.
La porte de Thonon également nommée « porte de Rovorée », est datée du XIVe siècle. Elle est « classée » depuis le 19 juin 1981.
Le labyrinthe Jardin des Cinq Sens est situé au cœur du village. Créé en 1988 à la place de l'ancien potager du château, il a été restauré selon l'art des jardins clos du château du Moyen Âge. Le jardin est classé Jardin remarquable de France. Il s'étend sur 2 500 m2 et est organisé autour d'un cloître végétal avec plantes médicinales et aromatiques, fontaines, volières, roses anciennes et arbres fruitiers palissés.

#### Autres lieux et monuments
Au début du XIVe siècle, le château-fort d'Yvoire est construit, sur une pointe dominant le Léman, par le Comte Amédée V de Savoie, sur l'emplacement d'une ancienne place forte. Il est entouré d'un bourg fortifié destiné à commander le passage entre Genève et l'Italie par la haute vallée du Rhône. Sa position stratégique  permet de surveiller la navigation entre le petit lac et le grand lac du Léman. Au XVIe siècle, le château est incendié  et les remparts dévastés au cours du conflit opposant les Bernois, les Genevois et les Français au duc de Savoie. Le château n'est que partiellement relevé de ses ruines. Au début du XXe siècle, le château d'Yvoire est restauré par la famille savoisienne Bouvier d'Yvoire qui l'occupe depuis le milieu du XVIIe siècle (le château ne se visite pas). Un jardin botanique dénommé Jardin des cinq sens est aménagé à l'intention des touristes, à proximité du château.
La Châtaignière-Rovorée, domaine départemental d'art et de culture, est une maison de maître édifiée au début du XXe siècle par des soyeux lyonnais. Elle est située en plein cœur du domaine de Rovorée, espace naturel sensible cogéré par le Conservatoire du littoral et le conseil départemental de la Haute-Savoie. Chaque année, de juin à octobre, une exposition temporaire sur le patrimoine alpin y est présentée. En 2015, « Pourpoint, mantel et chaperon... Se vêtir à la cour de Savoie (1300-1450) ».
Le château de Rovorée est un château savoyard.
L'église paroissiale est dédiée à saint Pancrace et porteuse d'un passé chargé d'histoire. Elle a été transformée à plusieurs reprises. Le clocher actuel est un clocher à bulbe, typique de l'architecture religieuse savoyarde et piémontaise. Il a été construit entre 1856. Au départ, il était recouvert d'écailles en fer étamé. Au fil du temps, le clocher a rouillé ; il est maintenant recouvert d'acier inoxydable ; la flèche et le coq à son faîte sont recouverts d'or.

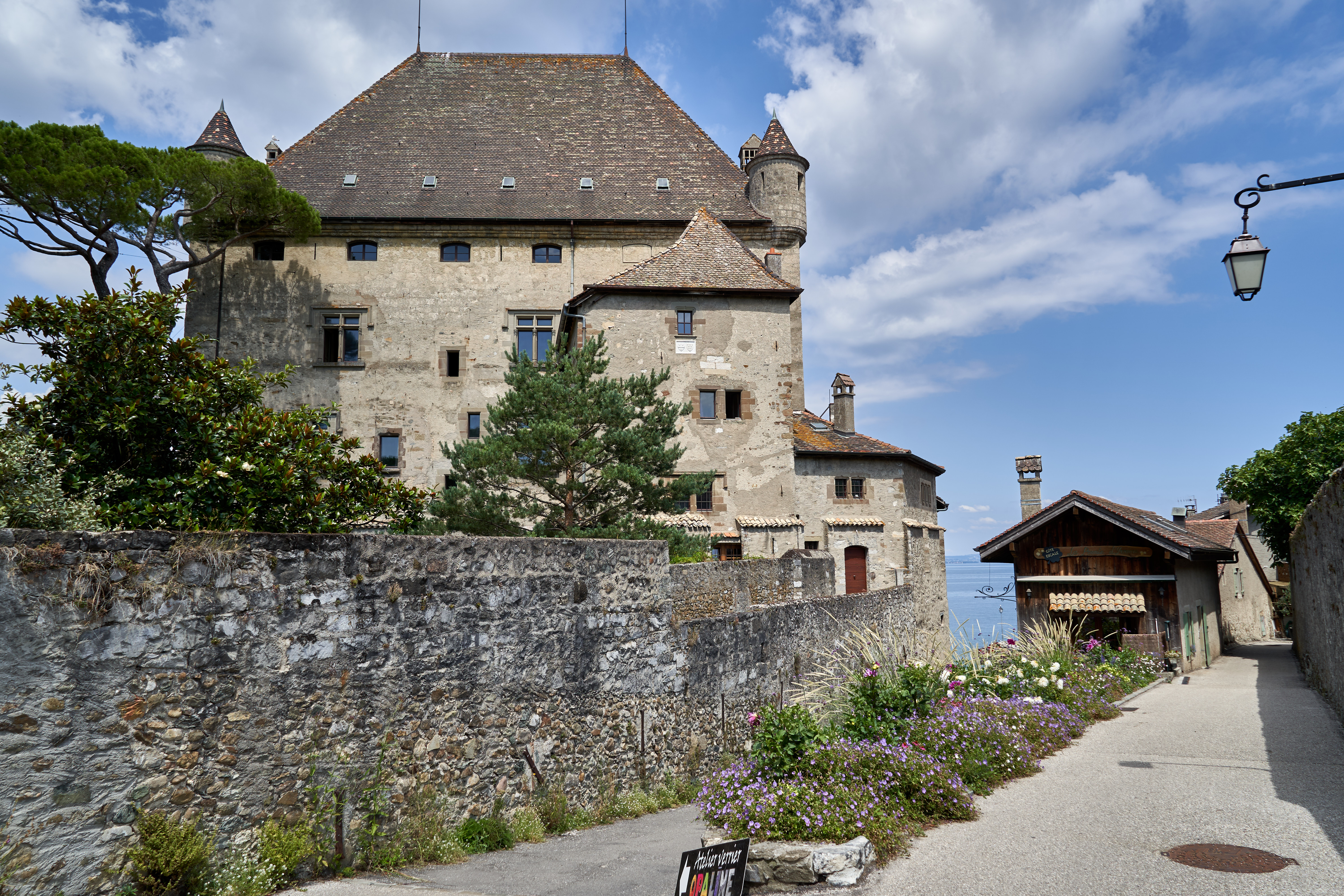
Le château.
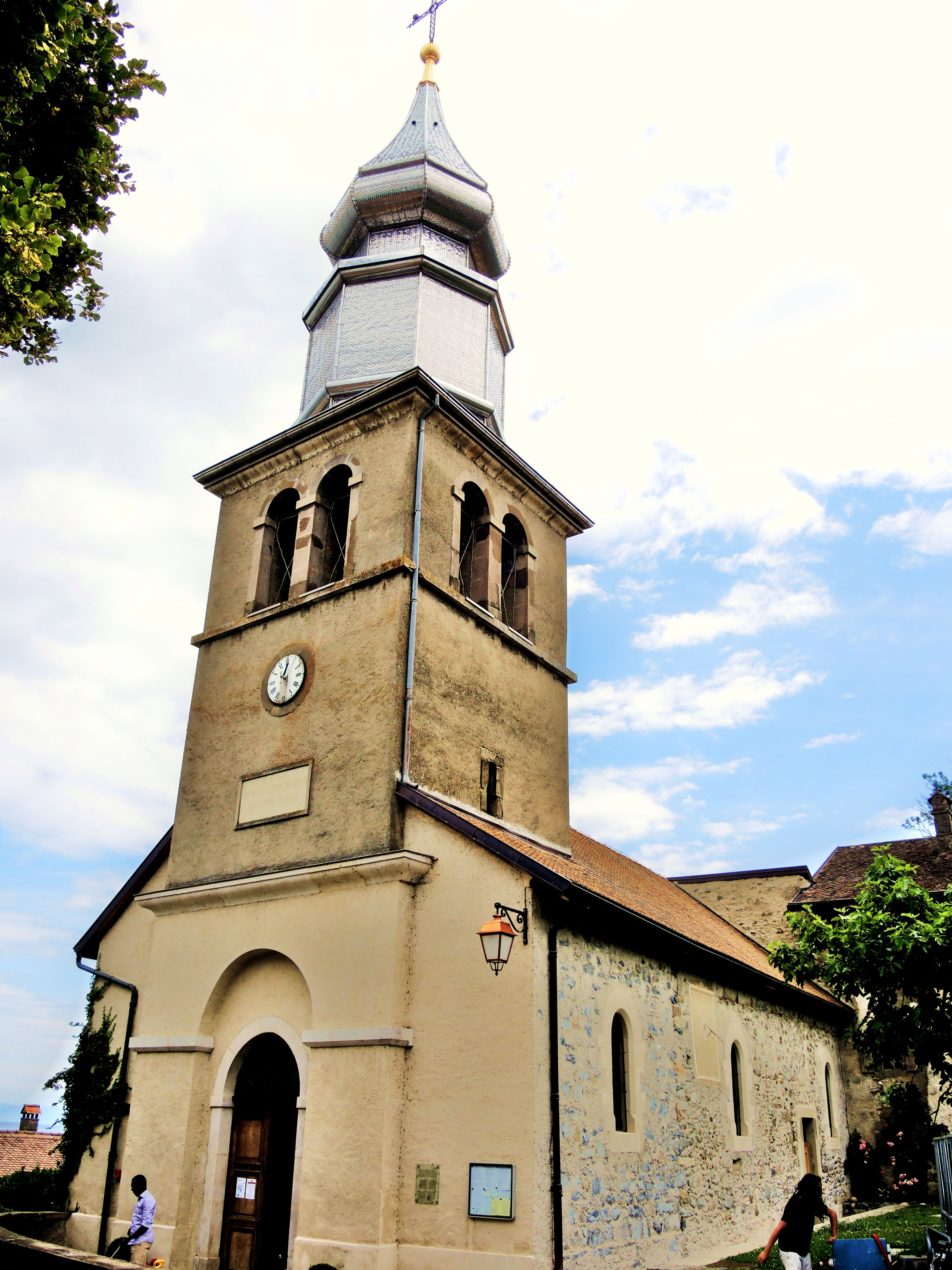
L'église Saint-Pancrace.
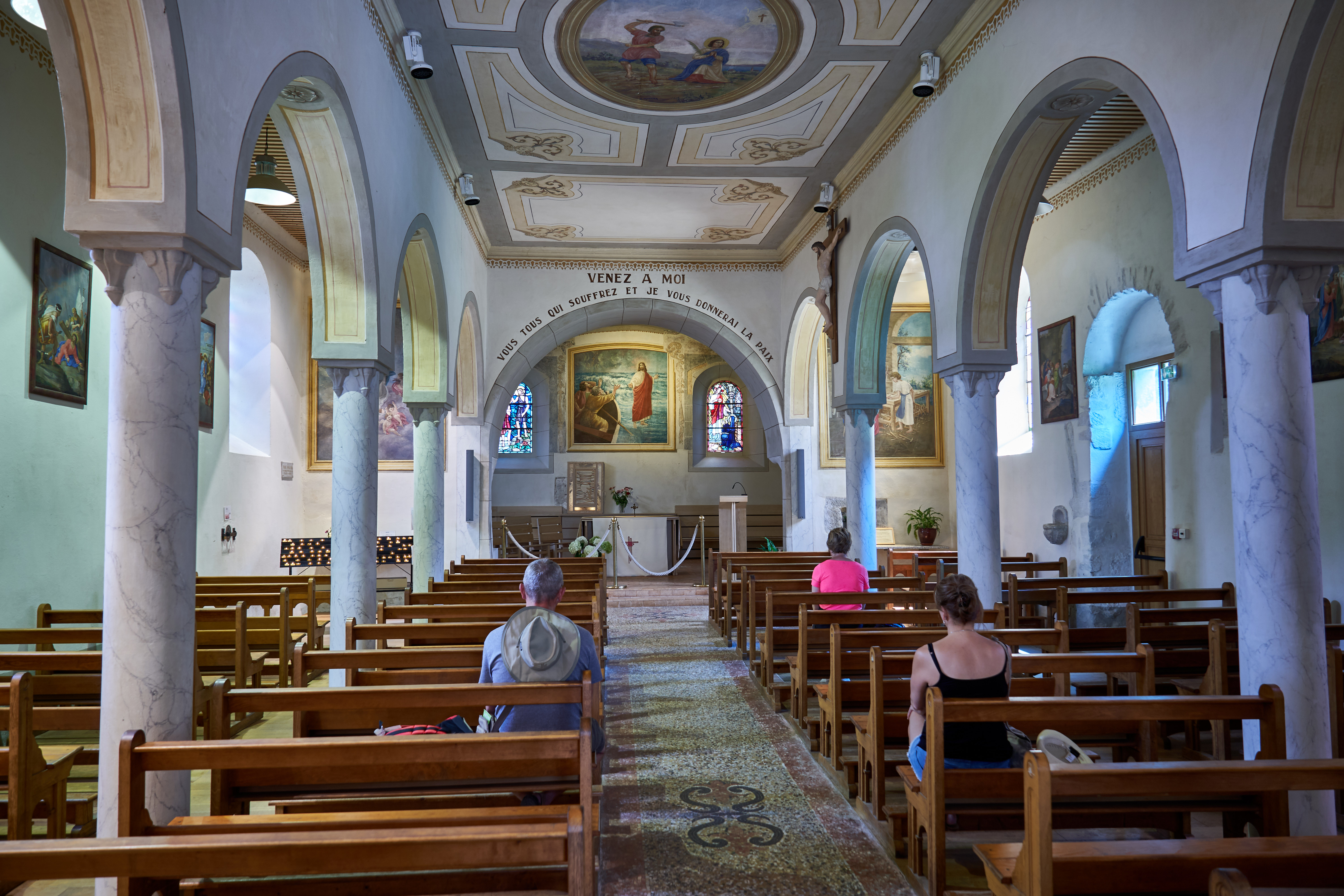
Intérieur de l'église.
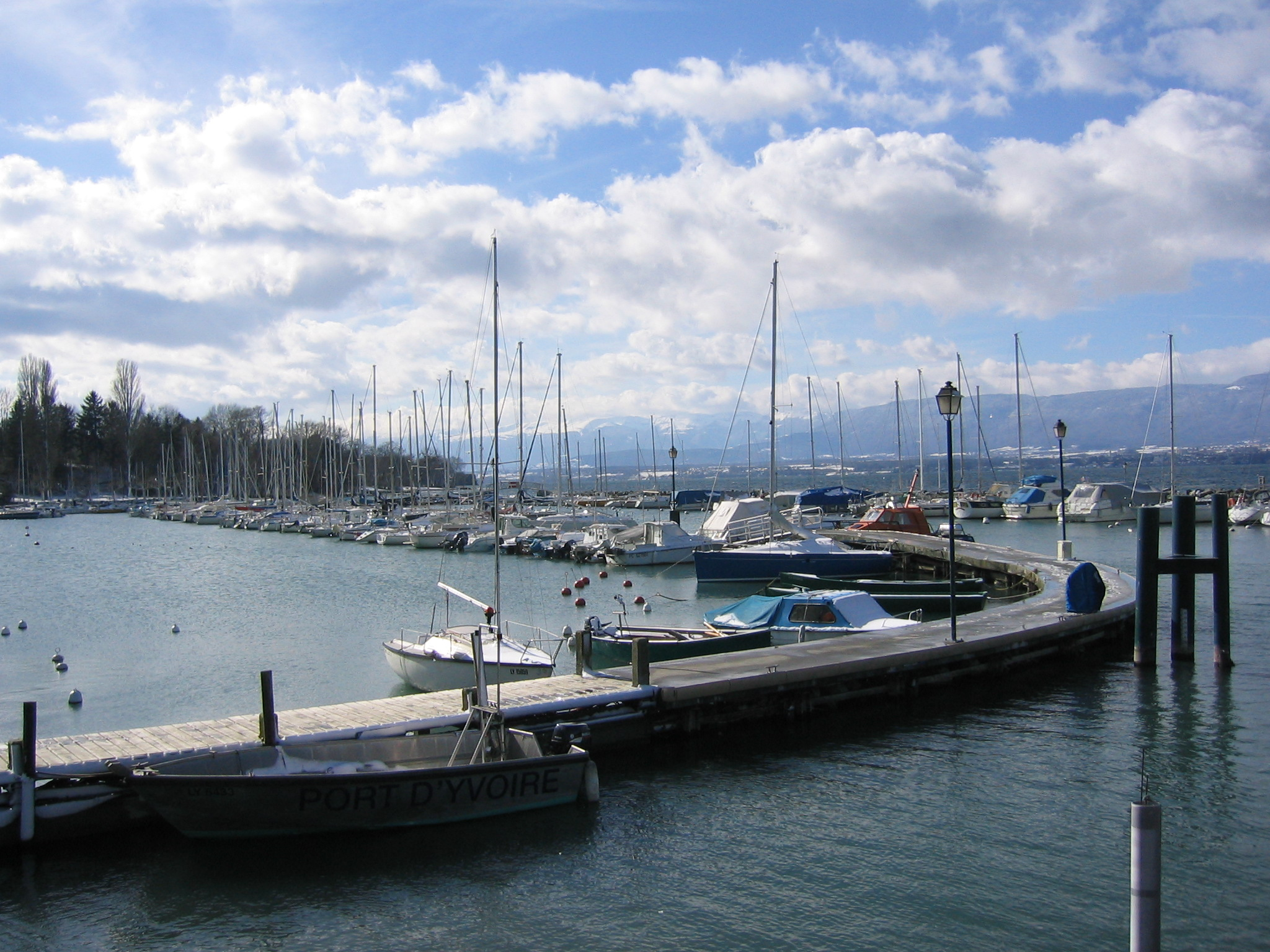
Le port de plaisance.
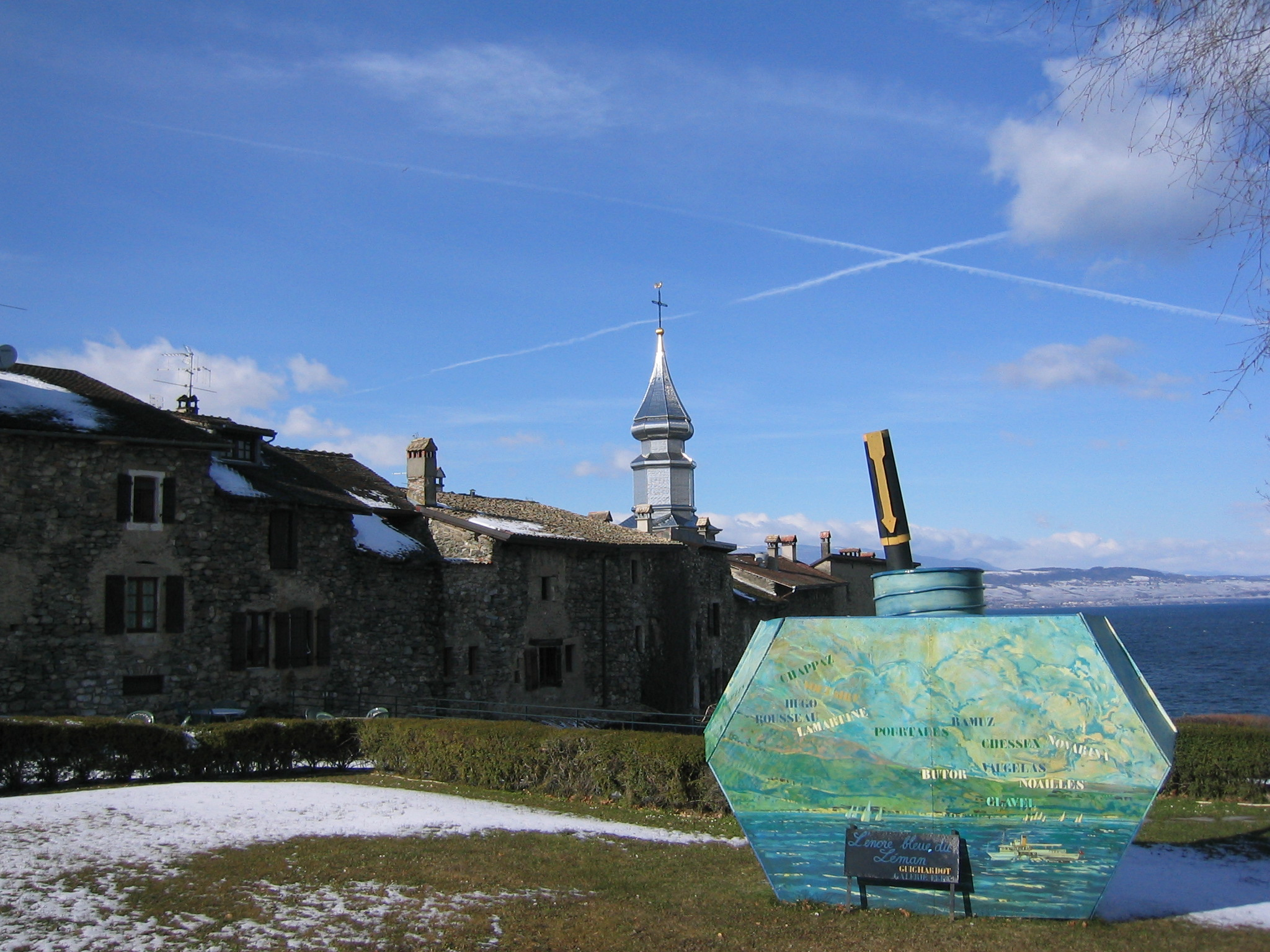
Vue générale et encrier géant.
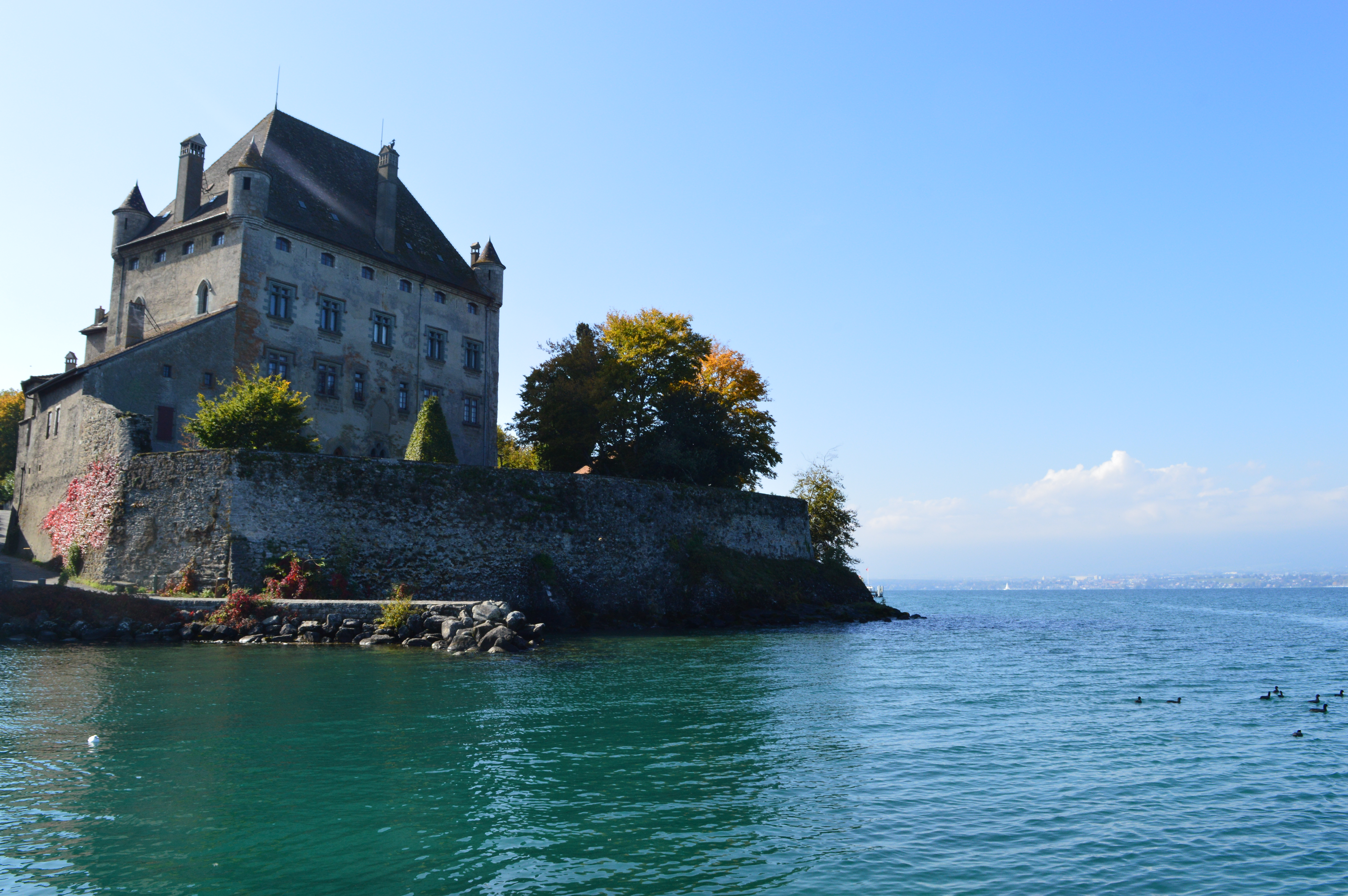
Autre vue du château.
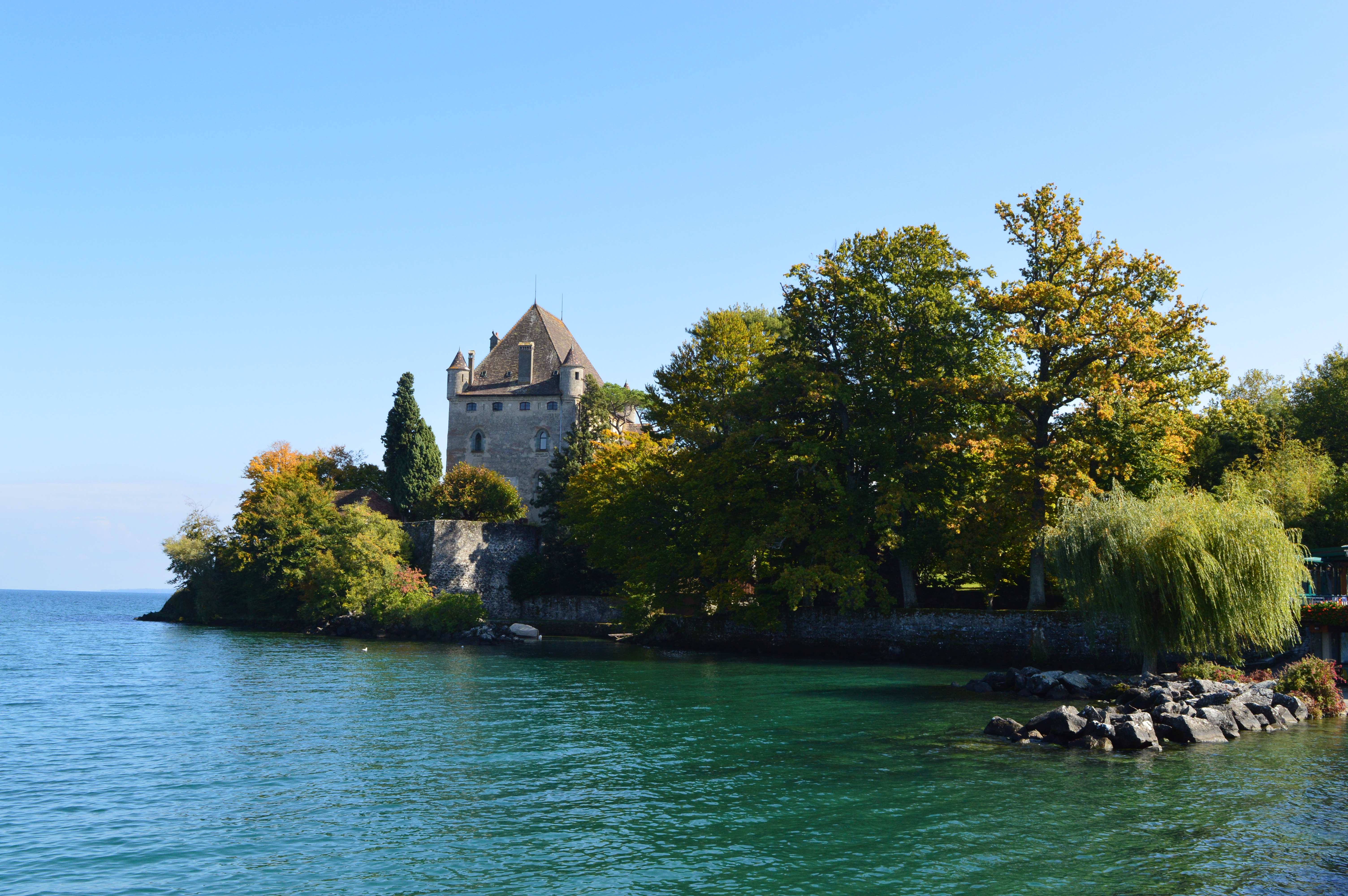
Prise de vue au bord du Léman.

### Classements

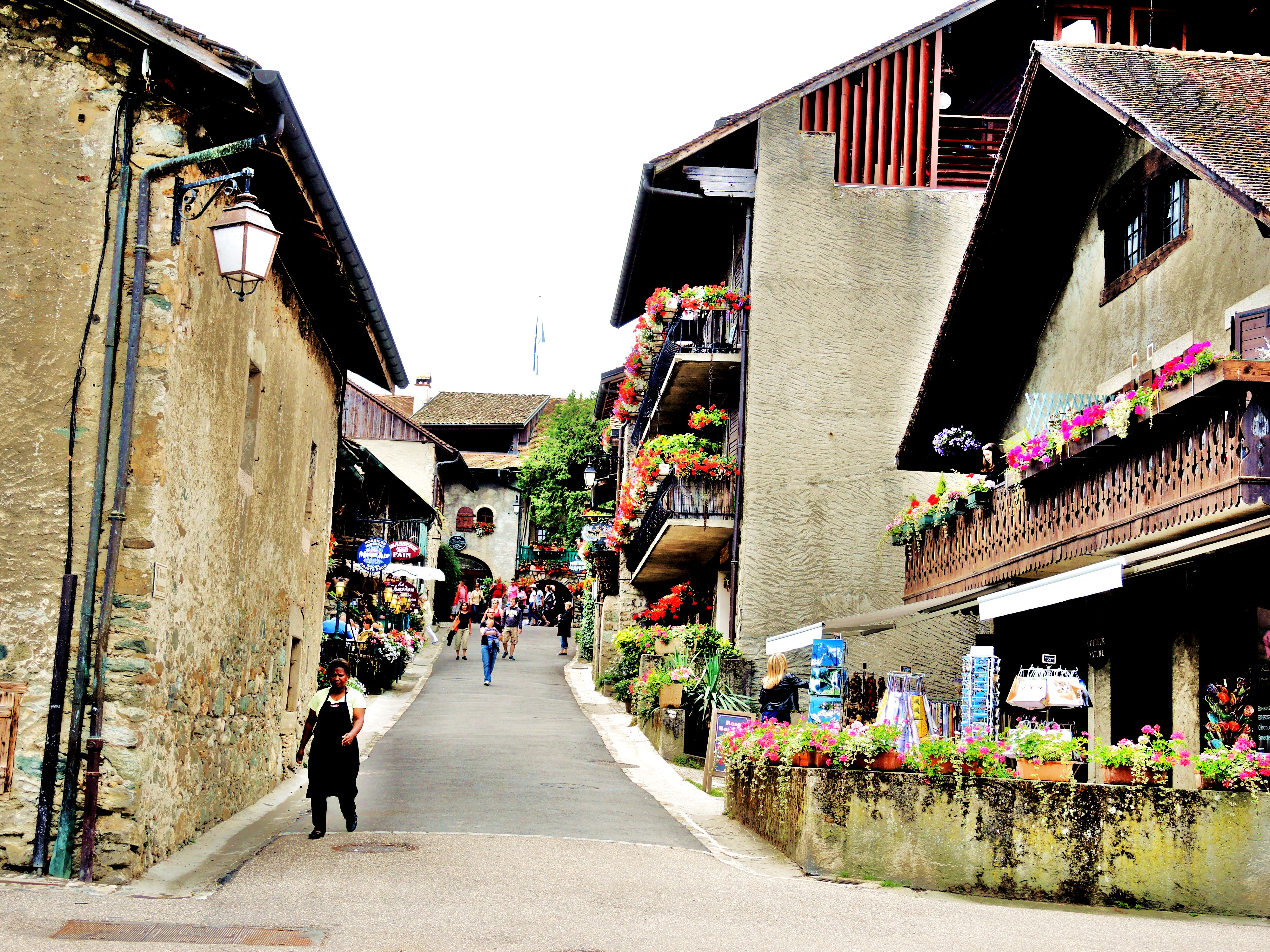
Ruelle fleurie du bourg médiéval.

Village médiéval fortifié situé sur les rives du Léman, adhérente de l'association des plus beaux villages de France, c'est l'une des destinations touristiques les plus prisées du Chablais français.
Le village est récompensé chaque année depuis 1959 dans le cadre du concours des villes et villages fleuris. En 2014, il bénéficie du label « ville fleurie » avec « 4 fleurs » depuis 1959.
Au fil des années, il figure parmi les lauréats aux concours nationaux de fleurissement (1992, 1995, 1998, 2001, 2007). Yvoire est aussi classée au « Grand prix national du fleurissement » depuis 1995 et a reçu la médaille d'argent à l'édition de 2002 du concours européen du fleurissement.

### Yvoire et la philatélie
La Poste française a émis le 27 mars 2006 un timbre de 0,53 euro dessiné par l'illustrateur Louis Briat, d'après une photo de l'office du tourisme.

### Personnalités liées à la commune
- Famille Bouvier, seigneur d'Yvoire
- Alfred de Bougy (1814-1874) visita le village. Voici comment il le décrit : « un ramassis de laides cahutes élevées sur un terrain en pente, tourmenté, rocailleux, qui descend au lac ; les rues, — si l'on peut donner ce nom à des passages nauséabonds, à peu près impraticables, — servent de rigoles à l'eau des fumiers ; les plus apparentes de ces masures ressemblent à des loges à porcs, la fumée en sort par des portes basses ; bêtes et gens vivent pêle-mêle, mangent et boivent au même pot, grouillent dans d'étroits et fétides réduits ; là, toute chose est repoussante, difforme, et pue la misère. » Entrant dans l'auberge dont « une branche de sapin pendait en guise d'enseigne, suivant l'usage campagnard au toit dont le bord était très large », il rapporte « Dès que j'eus mis les pieds dans ce lieu étroit, peu aéré, affreusement malpropre, je sentis des fourmilières de puces faire l'ascension de mes jambes, et des nuées de mouches vinrent bourdonner à mes oreilles. » (...) « Je m'assis au bout d'une table occupée par quelques buveurs qui ressemblaient plutôt à des animaux qu'à des êtres humains, dont le langage était une sorte de grognement inintelligible, le patois un idiome des plus barbares. »[48]

### Héraldique
| Armes d'Yvoire | Les Armes de " Yvoire " se blasonnent ainsi : D'azur à une croix d'or, à une rivière d'argent brochant en pointe, sur laquelle nagent deux cygnes aux ailes éployées, un dans chaque canton. |